# Krasnodarski (Krasnoarméiskaya, Krasnodar)
Krasnodarski (del ruso: Краснодарский) es un posiólok del raión de Krasnoarméiskaya del krai de Krasnodar, en Rusia. Está situado en las tierras bajas de Kubán-Azov, al inicio del delta del Kubán, 12 km al sudeste de Poltávskaya y 61 km al oeste de Krasnodar. Tenía 429 habitantes en 2010.
Pertenece al municipio Oktiábrskoye.